# Parti social-démocrate d'Autriche
Pour les articles homonymes, voir Parti social-démocrate.

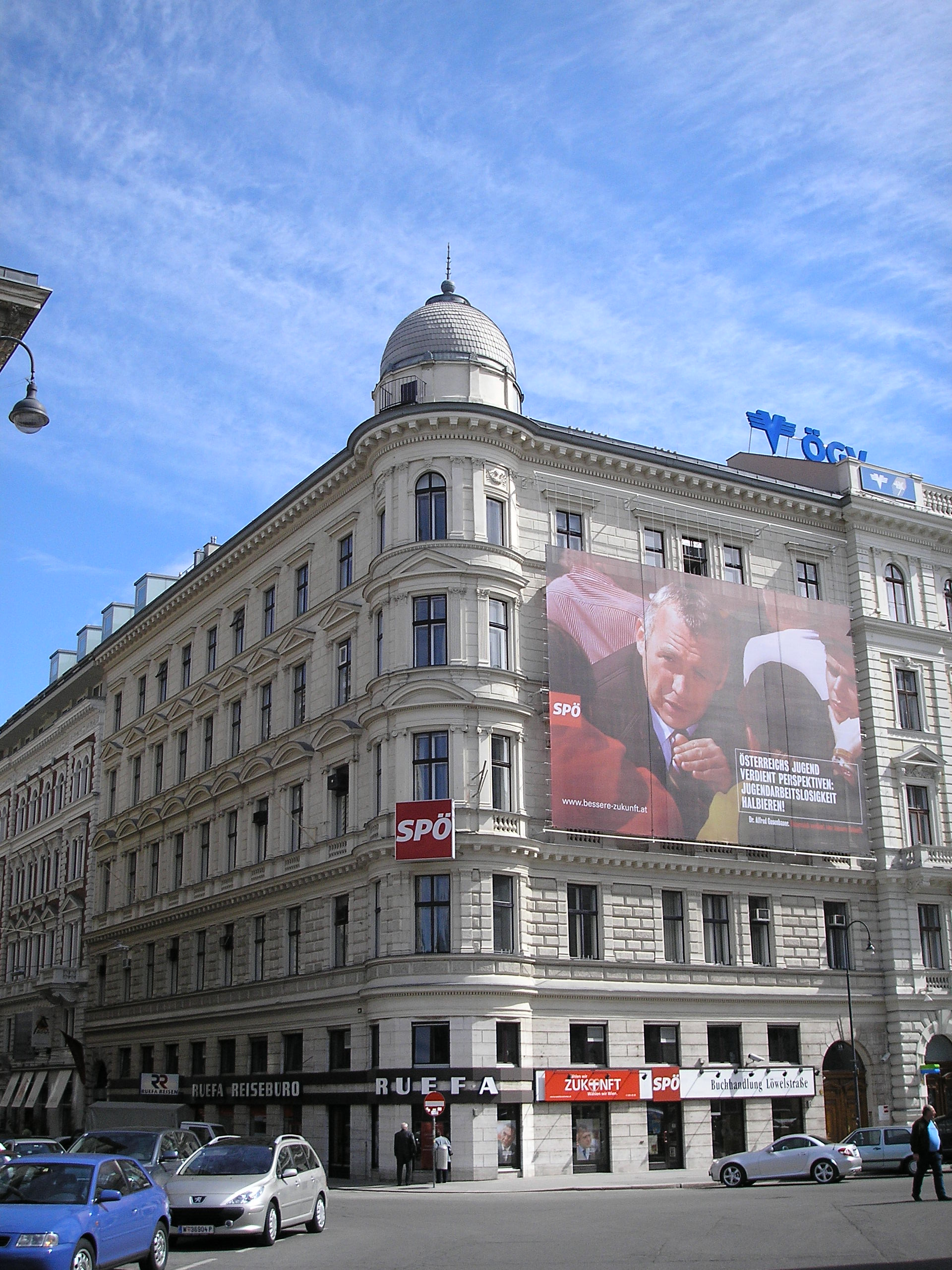
Le siège du parti à Vienne.

Le Parti social-démocrate d'Autriche (en allemand : Sozialdemokratische Partei Österreichs, abrégé en SPÖ) est un parti politique autrichien de centre gauche. Il a été fondé par Victor Adler en 1889 sous le nom de Parti ouvrier social-démocrate (en allemand : Sozialdemokratische Arbeiterpartei, SDAP).
Les autres figures emblématiques du parti avant 1914 sont Otto Bauer et Karl Renner. Dans les années 1920, Mihály Bíró  met son talent de graphiste au service du parti.
En 1934, dans le cadre de la guerre civile autrichienne, il change de nom et devient le Parti socialiste d'Autriche (en allemand : Sozialistische Partei Österreichs, SPÖ). C'est en 1991, sous la présidence du chancelier Franz Vranitzky, que le parti adopte son nom actuel.

## Histoire du parti
Après la dislocation de l’Empire austro-hongrois (1918), le Parti social-démocrate soutient un temps l'idée d'une union avec Berlin afin de constituer une grande république allemande démocratique, reprenant ainsi un projet révolutionnaire de 1848. Les vainqueurs de la guerre ne l'entendent pas ainsi et fixent les frontières de l'Autriche. Dans les années de l'entre-deux-guerres, l'austro-marxisme, conservant ses particularités face à la social-démocratie allemande - coupable d'avoir réprimé dans le sang l'insurrection spartakiste de 1919 - et au communisme soviétique, envisage la création d'une nouvelle internationale visant à rapprocher les différents courants du socialisme. La tentative n'aboutit cependant pas. Les plus à gauche des sociaux-démocrates, comme Max Adler, misent sur les Conseils ouvriers qui se sont développés dans toute l'Europe centrale en 1918-1919, notamment à Vienne.
Le SDAP est le plus implanté des partis sociaux-démocrates européens. Dans les années 1920, 15 % environ des Autrichiens sont encartés dans une association liée au parti. En 1929, il compte 720 000 adhérents. Cette implantation est toutefois inégale : presque hégémonique auprès de la classe ouvrière, le SDAP ne peut en revanche rivaliser avec les conservateurs dans les campagnes et dans les petites villes. La crise économique des années 1930, qui provoque fermeture d'usines et hausse du chômage, affaiblit le mouvement ouvrier et avec lui le SDAP. En 1930, ses effectifs sont en recul à 650 000 militants.
De 1919 à février 1934, les sociaux-démocrates dirigent sans discontinuité la municipalité de Vienne, laquelle acquiert son surnom de « Vienne la rouge ». La municipalité développe une politique ambitieuse, avec notamment un vaste programme de constructions de logements ouvriers qui comprend 60 000 logements sociaux communautaires. De plus, des soins médicaux gratuits sont mis en place et une imposition proportionnelle aux revenus est instaurée, ainsi que des impôts sur le luxe. La culture est nettement mise en avant : l’« Arbeiterbildung » (la formation et culture ouvrière) règne en maître, et la ville abrite de nombreux intellectuels et artistes réputés internationalement. De nombreux cinémas et théâtres subventionnées par la municipalité ouvrent leurs portes, et le sport se démocratise. Cette expérience socialiste, soutenue par certains intellectuels renommés comme Otto Neurath et Sigmund Freud, inspire également un violent dégout dans les milieux conservateurs. La presse qualifie volontiers Vienne la rouge de « création juive » aux mains du « bolchevisme »,,.
En 1934, le Parti chrétien-social, la formation dominante à droite, renverse le système démocratique et instaure un régime inspiré du fascisme. Les sociaux-démocrates et communistes lui opposent une résistance armée mais celle-ci est rapidement écrasée.

### Sous la Deuxième République
Le SPÖ a participé au gouvernement fédéral de 1945 à 1966, sous la direction des chanceliers conservateurs (ÖVP) Leopold Figl, Julius Raab, Alfons Gorbach et Josef Klaus. Lors des législatives de 1966, l'ÖVP remporte la majorité absolue au Nationalrat (Conseil national), rejetant les socialistes dans l'opposition. Mais au scrutin suivant, en 1970, le SPÖ obtient 48,4 % des voix et gouverne seul, sous la direction de Bruno Kreisky, jusqu'en 1983. En dépit des références à l'austro-marxisme, sa politique sociale demeure modérée.
Cette même année, le parti arrive en tête des législatives mais perd sa majorité absolue. Fred Sinowatz remplace alors Kreisky et forme une alliance avec le Parti de la liberté d'Autriche (FPÖ). En 1986, malgré son passé controversé dans la Wehrmacht et les attaques répétées de Sinowatz, le conservateur Kurt Waldheim est élu Président fédéral. Le chancelier démissionne et se voit remplacé par Franz Vranitzky, qui doit mettre fin à l'alliance avec les libéraux et convoquer des législatives anticipées à la suite de l'élection de l'ultra-nationaliste Jörg Haider à la tête du FPÖ. À l'issue de ce scrutin, Vranitzky reforme la grande coalition avec l'ÖVP. Celle-ci est maintenue après la démission de Vranitzky en 1997 et son remplacement de Viktor Klima.
En 1999, le SPÖ arrive, une nouvelle fois, en tête des élections législatives, mais l'ÖVP, dirigé par le vice-chancelier Wolfgang Schüssel et arrivé troisième, s'allie avec le FPÖ ultra-nationaliste d'Haider, qui a décroché la deuxième place. Le chancelier Klima est remplacé, l'année suivante, par Alfred Gusenbauer à la présidence du parti. Lors des législatives anticipées de 2002, le SPÖ, progressant de trois points et quatre sièges, se classe deuxième derrière l'ÖVP, qui reconduit cependant sa coalition avec les nationalistes, désormais très affaibli.
En 2004 et pour la première fois depuis 1965, le candidat social-démocrate à l'élection présidentielle, Heinz Fischer, remporte l'élection présidentielle en battant Benita Ferrero-Waldner, candidate de l'ÖVP, par 52,4 % des voix.
Aux élections législatives de 2006, le SPÖ recueille 35,3 % des voix et redevient le premier parti d'Autriche. La reconduction de l'alliance entre l'ÖVP et l'Alliance pour l'avenir de l'Autriche (BZÖ, scission du FPÖ menée par Haider en 2005) étant mathématiquement impossible, les sociaux-démocrates et les conservateurs forment, après 99 jours de négociation, une nouvelle grande coalition, sous la direction d'Alfred Gusenbauer.
L'alliance SPÖ-ÖVP (qui dispose de 134 sièges sur 183 au Conseil national) éclate finalement le 7 juillet 2008, à la suite des dissensions sur la politique européenne (« C'est fini » déclare ainsi le vice-chancelier et ministre des Finances, Wilhelm Molterer, président de l'ÖVP). Des élections anticipées sont alors convoquées le 28 septembre 2008.
Le 8 août précédent, le populaire ministre des Transports, de l'Innovation et de la Technologie, Werner Faymann, est élu président du SPÖ et tête de liste des sociaux-démocrates pour le scrutin à venir. Le 28 septembre, le parti arrive en tête mais subit de lourdes pertes (29,26 % et 57 députés). Le 9 octobre suivant, Faymann est désigné comme candidat à la chancellerie par le Président Heinz Fischer et chargé de former un nouveau gouvernement.
En mars 2013, l'investiture de Peter Kaiser comme Landeshauptmann de Carinthie permet au SPÖ de gouverner cinq Länder, ce qui constitue un record absolu et la première fois qu'il dirige la moitié des exécutifs régionaux. Six mois plus tard cependant, la Landeshauptfrau de Salzbourg Gabi Burgstaller doit céder le pouvoir au chef de file de l'ÖVP, suivie en 2015 par le Landeshauptmann de Styrie Franz Voves.
À la suite des élections régionales de 2015, le SPÖ brise une ligne rouge établie 30 ans plus tôt lors de la dernière coalition entre les deux partis, en s'alliant localement avec le parti d'extrême droite FPÖ afin d'obtenir une majorité. Dans la ville d'Oberwart, les élus SPÖ et FPÖ siègent ainsi dans le même groupe tandis que le Landeshauptmann de Burgenland Hans Niessl constitue une coalition rouge-bleue. En 2017, le SPÖ envisage d'étendre cette alliance avec le FPÖ au niveau national.
Le 9 mai 2016, Faymann démissionne de la chancellerie et de la présidence du parti. Le bourgmestre de Vienne Michael Häupl lui succède provisoirement dans cette responsabilité avant que Christian Kern.

## Données historiques
Depuis 1945, tous ses présidents sont devenus chanceliers, à l'exception de Adolf Schärf (1945-1957) et Bruno Pittermann (1957-1966), qui occupèrent le poste de vice-chancelier de 1945 à 1966. Le mandat le plus long (17 ans), fut celui de Bruno Kreisky (1966-1983) et le plus court (3 ans) celui de Viktor Klima (1997-2000).
Le SPÖ a participé à vingt-trois gouvernements fédéraux sur vingt-six, et en a dirigé douze. Il a occupé la chancellerie pendant trente ans consécutifs (1970-2000), un record inégalé en Autriche. Par ailleurs et hormis Alfred Gusenbauer, tous les chanceliers sociaux-démocrates ont participé aux gouvernements de leurs prédécesseurs : 
- Bruno Kreisky, ministre des Affaires étrangères de 1959 à 1966 (gouvernements de Julius Raab, Alfons Gorbach et Josef Klaus) ;
- Fred Sinowatz, ministre de l'Enseignement de 1971 à 1983, vice-chancelier de 1981 à 1983 (gouvernements de Bruno Kreisky) ;
- Franz Vranitzky, ministre des Finances de 1984 à 1986 (gouvernement de Fred Sinowatz) ;
- Viktor Klima, ministre l'Économie publique de 1992 à 1996, puis ministre des Finances de 1996 à 1997 (gouvernements de Franz Vranitzky) ;
- Werner Faymann, ministre des Transports de 2007 à 2008 (gouvernement Gusenbauer).

### Présidents fédéraux
| Nom                     | Dates                              | Durée                      | Remarques |
| ----------------------- | ---------------------------------- | -------------------------- | --- |
| Adolf Schärf            | 14 avril 1945 – 8 mai 1957         | 12 ans et 24 jours         | Vice-chancelier (1945-1957) Président fédéral (1957-1965) |
| Bruno Pittermann        | 8 mai 1957 – 1er février 1967      | 9 ans, 8 mois et 24 jours  | Vice-chancelier (1957-1966) Ministre fédéral des Transports (1962-1963)                                                                                             |
| Bruno Kreisky           | 1er février 1967 – 27 octobre 1983 | 16 ans, 8 mois et 26 jours | Ministre fédéral des Affaires étrangères (1959-1966) Chancelier fédéral (1970-1983) Président fédéral (intérim, 1974)                                               |
| Fred Sinowatz           | 27 octobre 1983 – 11 mai 1988      | 4 ans, 6 mois et 12 jours  | Ministre fédéral de l'Enseignement (1971-1983) Chancelier fédéral (1983-1986)                                                                                       |
| Franz Vranitzky         | 11 mai 1988 – 9 avril 1997         | 8 ans, 10 mois et 29 jours | Ministre fédéral des Finances (1984-1986) Chancelier fédéral (1986-1997)                                                                                            |
| Viktor Klima            | 9 avril 1997 – 29 avril 2000       | 3 ans et 19 jours          | Ministre fédéral de l'Économie publique et des Transports (1992-1996) Ministre fédéral des Finances (1996-1997) Chancelier fédéral (1997-2000)                      |
| Alfred Gusenbauer       | 28 avril 2000 – 8 août 2008        | 8 ans, 3 mois et 11 jours  | Chancelier fédéral (2007-2008) |
| Werner Faymann          | 8 août 2008 – 9 mai 2016           | 7 ans, 9 mois et 1 jour    | Ministre fédéral des Transports, de l'Innovation et de la Technologie (2007-2008) Chancelier fédéral (2008-2016)                                                    |
| Michael Häupl (intérim) | 9 mai 2016 – 25 juin 2016          | 1 mois et 16 jours         | Bourgmestre de Vienne (1994-2018) |
| Christian Kern          | 25 juin 2016 - 24 novembre 2018    | 2 ans, 4 mois et 30 jours  | Chancelier fédéral (2016-2017) |
| Pamela Rendi-Wagner     | 24 novembre 2018 - 3 juin 2023     | 4 ans, 6 mois et 10 jours  | Ministre fédérale de la Santé et des Femmes (2017) |
| Andreas Babler          | Depuis le 3 juin 2023              | 2 ans et 8 jours           | Bourgmestre de Traiskirchen (2014-2024) Vice-chancelier (depuis 2025) Ministre fédéral du Logement, des Arts, de la Culture, des Médias et des Sports (depuis 2025) |

## Résultats électoraux

### Élections au Conseil national
| Année | Voix      | %    | Mandats  | Rang | Gouvernement              |
| ----- | --------- | ---- | -------- | ---- | ------------------------- |
| 1945  | 1 434 898 | 44,6 | 76 / 165 | 2e   | Renner                    |
| 1949  | 1 623 524 | 38,7 | 67 / 165 | 2e   | Figl I                    |
| 1953  | 1 818 517 | 42,1 | 73 / 165 | 1er  | Figl II et III, Raab I    |
| 1956  | 1 873 295 | 43,0 | 74 / 165 | 2e   | Raab II                   |
| 1959  | 1 953 935 | 44,8 | 78 / 165 | 1er  | Raab III et IV, Gorbach I |
| 1962  | 1 960 685 | 44,0 | 76 / 165 | 2e   | Gorbach II, Klaus I       |
| 1966  | 1 928 985 | 42,6 | 74 / 165 | 2e   | Opposition                |
| 1970  | 2 221 981 | 48,4 | 81 / 165 | 1er  | Kreisky I                 |
| 1971  | 2 280 168 | 50,0 | 93 / 183 | 1er  | Kreisky II                |
| 1975  | 2 326 201 | 50,4 | 93 / 183 | 1er  | Kreisky III               |
| 1979  | 2 413 226 | 51,0 | 95 / 183 | 1er  | Kreisky IV                |
| 1983  | 2 312 529 | 47,6 | 90 / 183 | 1er  | Sinowatz, Vranitzky I     |
| 1986  | 2 092 024 | 43,1 | 80 / 183 | 1er  | Vranitzky II              |
| 1990  | 2 012 787 | 42,8 | 80 / 183 | 1er  | Vranitzky III             |
| 1994  | 1 617 804 | 34,9 | 65 / 183 | 1er  | Vranitzky IV              |
| 1995  | 1 843 474 | 38,1 | 71 / 183 | 1er  | Vranitzky V, Klima        |
| 1999  | 1 532 448 | 33,2 | 65 / 183 | 1er  | Opposition                |
| 2002  | 1 792 499 | 36,5 | 69 / 183 | 2e   | Opposition                |
| 2006  | 1 663 986 | 35,3 | 68 / 183 | 1er  | Gusenbauer                |
| 2008  | 1 430 206 | 29,3 | 57 / 183 | 1er  | Faymann I                 |
| 2013  | 1 258 605 | 26,8 | 52 / 183 | 1er  | Faymann II, Kern          |
| 2017  | 1 353 032 | 26,9 | 52 / 183 | 2e   | Opposition                |
| 2019  | 1 011 868 | 21,2 | 40 / 183 | 2e   | Opposition                |
| 2024  | 1 025 753 | 21,1 | 41 / 183 | 3e   | Stocker                   |

### Élections européennes
| Année | Voix      | %    | Mandats | Rang | Groupe |
| ----- | --------- | ---- | ------- | ---- | ------ |
| 1996  | 1 105 910 | 29,2 | 6 / 21  | 2e   | PSE    |
| 1999  | 888 338   | 31,7 | 7 / 21  | 1er  | PSE    |
| 2004  | 833 517   | 33,3 | 7 / 18  | 1er  | PSE    |
| 2009  | 680 041   | 23,7 | 4 / 17  | 2e   | S&D    |
| 2014  | 680 180   | 24,1 | 5 / 18  | 2e   | S&D    |
| 2019  | 903 151   | 23,9 | 5 / 18  | 2e   | S&D    |
| 2024  | 818 287   | 23,2 | 5 / 20  | 3e   | S&D    |

### Élections présidentielles
| Année | Candidat              | 1er tour        | 1er tour        | 2e tour         | 2e tour         |
| Année | Candidat              | %               | Rang            | %               | Rang            |
| ----- | --------------------- | --------------- | --------------- | --------------- | --------------- |
| 1951  | Theodor Körner        | 39,2            | 2e              | 59,1            | élu             |
| 1957  | Adolf Schärf          | 51,1            | élus            |                 |                 |
| 1963  | Adolf Schärf          | 55,4            | élus            |                 |                 |
| 1965  | Franz Jonas           | 50,7            | élus            |                 |                 |
| 1971  | Franz Jonas           | 52,8            | élus            |                 |                 |
| 1974  | Rudolf Kirchschläger  | 51,7            | élus            |                 |                 |
| 1980  | Rudolf Kirchschlägera | 79,9            | élus            |                 |                 |
| 1986  | Kurt Steyrer (de)     | 43,7            | 2e              | 46,1            | 2e              |
| 1992  | Rudolf Streicher (de) | 40,7            | 1er             | 41,1            | 2e              |
| 1998  | Pas de candidat       | Pas de candidat | Pas de candidat | Pas de candidat | Pas de candidat |
| 2004  | Heinz Fischer         | 52,4            | élu             |                 |                 |
| 2010  | Heinz Fischer         | 79,3            | élu             |                 |                 |
| 2016  | Rudolf Hundstorfer    | 11,3            | 4e              |                 |                 |

a  Soutenu également par l'ÖVP.

### Élections régionales

#### Basse-Autriche
| Année | Voix | Mandats | Rang |
| ----- | ---- | ------- | ---- |
| 1945  | 40,4 | 22 / 56 | 2e   |
| 1949  | 37,4 | 22 / 56 | 2e   |
| 1954  | 41,0 | 23 / 56 | 2e   |
| 1959  | 42,3 | 25 / 56 | 2e   |
| 1964  | 42,8 | 25 / 56 | 2e   |
| 1969  | 44,6 | 26 / 56 | 2e   |
| 1974  | 43,9 | 25 / 56 | 2e   |
| 1979  | 45,4 | 27 / 56 | 2e   |
| 1983  | 41,4 | 24 / 56 | 2e   |
| 1988  | 37,3 | 22 / 56 | 2e   |
| 1993  | 33,9 | 20 / 56 | 2e   |
| 1998  | 30,4 | 18 / 56 | 2e   |
| 2003  | 33,6 | 19 / 56 | 2e   |
| 2008  | 25,5 | 15 / 56 | 2e   |
| 2013  | 21,6 | 13 / 56 | 2e   |
| 2018  | 23,9 | 13 / 56 | 2e   |
| 2023  | 20,7 | 12 / 56 | 3e   |

#### Burgenland
| Année | Voix | Mandats | Rang |
| ----- | ---- | ------- | ---- |
| 1945  | 44,9 | 14 / 32 | 2e   |
| 1949  | 40,3 | 13 / 32 | 2e   |
| 1953  | 44,7 | 14 / 32 | 2e   |
| 1956  | 46,0 | 15 / 32 | 2e   |
| 1960  | 46,2 | 15 / 32 | 2e   |
| 1964  | 48,2 | 16 / 32 | 1er  |
| 1968  | 50,3 | 17 / 32 | 1er  |
| 1972  | 50,5 | 16 / 32 | 1er  |
| 1977  | 52,0 | 20 / 36 | 1er  |
| 1982  | 53,2 | 20 / 36 | 1er  |
| 1987  | 47,3 | 17 / 36 | 1er  |
| 1991  | 48,1 | 17 / 36 | 1er  |
| 1996  | 44,5 | 17 / 36 | 1er  |
| 2000  | 46,6 | 17 / 36 | 1er  |
| 2005  | 52,2 | 19 / 36 | 1er  |
| 2010  | 48,3 | 18 / 36 | 1er  |
| 2015  | 41,9 | 15 / 36 | 1er  |
| 2020  | 49,  | 19 / 36 | 1er  |

#### Carinthie
| Année | Voix | Mandats | Rang |
| ----- | ---- | ------- | ---- |
| 1945  | 48,8 | 18 / 36 | 1er  |
| 1949  | 40,8 | 15 / 36 | 1er  |
| 1953  | 48,2 | 18 / 36 | 1er  |
| 1956  | 48,1 | 18 / 36 | 1er  |
| 1960  | 48,5 | 18 / 36 | 1er  |
| 1965  | 49,3 | 18 / 36 | 1er  |
| 1970  | 53,1 | 20 / 36 | 1er  |
| 1975  | 51,4 | 20 / 36 | 1er  |
| 1979  | 54,0 | 20 / 36 | 1er  |
| 1984  | 51,7 | 20 / 36 | 1er  |
| 1989  | 46,0 | 17 / 36 | 1er  |
| 1994  | 37,4 | 14 / 36 | 1er  |
| 1999  | 32,9 | 12 / 36 | 2e   |
| 2004  | 38,4 | 14 / 36 | 2e   |
| 2009  | 28,7 | 11 / 36 | 2e   |
| 2013  | 37,1 | 14 / 36 | 1er  |
| 2018  | 47,9 | 18 / 36 | 1er  |

#### Haute-Autriche
| Année | Voix | Mandats | Rang |
| ----- | ---- | ------- | ---- |
| 1945  | 38,3 | 18 / 48 | 2e   |
| 1949  | 30,8 | 15 / 48 | 2e   |
| 1955  | 39,4 | 19 / 48 | 2e   |
| 1961  | 39,6 | 19 / 48 | 2e   |
| 1967  | 46,0 | 23 / 48 | 1er  |
| 1973  | 43,4 | 24 / 56 | 2e   |
| 1979  | 41,4 | 23 / 56 | 2e   |
| 1985  | 38,0 | 23 / 56 | 2e   |
| 1991  | 31,4 | 19 / 56 | 2e   |
| 1997  | 27,0 | 16 / 56 | 2e   |
| 2003  | 38,3 | 22 / 56 | 2e   |
| 2009  | 24,9 | 14 / 56 | 2e   |
| 2015  | 18,4 | 11 / 56 | 3e   |
| 2021  | 18,6 | 11 / 56 | 3e   |

#### Salzbourg
| Année | Voix | Mandats | Rang |
| ----- | ---- | ------- | ---- |
| 1945  | 39,5 | 10 / 26 | 2e   |
| 1949  | 33,6 | 9 / 26  | 2e   |
| 1954  | 38,2 | 13 / 32 | 2e   |
| 1959  | 38,6 | 13 / 32 | 2e   |
| 1964  | 40,9 | 13 / 32 | 2e   |
| 1969  | 40,4 | 13 / 32 | 2e   |
| 1974  | 36,2 | 13 / 36 | 2e   |
| 1979  | 39,1 | 14 / 36 | 2e   |
| 1984  | 35,1 | 13 / 36 | 2e   |
| 1989  | 31,3 | 12 / 36 | 2e   |
| 1994  | 27,1 | 11 / 36 | 2e   |
| 1999  | 32,3 | 12 / 36 | 2e   |
| 2004  | 45,4 | 17 / 36 | 1er  |
| 2009  | 39,4 | 15 / 36 | 1er  |
| 2013  | 23,8 | 9 / 36  | 2e   |
| 2018  | 20,0 | 8 / 36  | 2e   |

#### Styrie
| Année | Voix | Mandats | Rang |
| ----- | ---- | ------- | ---- |
| 1945  | 41,6 | 20 / 48 | 2e   |
| 1949  | 37,4 | 18 / 48 | 2e   |
| 1953  | 41,1 | 20 / 48 | 1er  |
| 1957  | 43,6 | 21 / 48 | 2e   |
| 1961  | 41,7 | 20 / 48 | 2e   |
| 1965  | 42,2 | 24 / 56 | 2e   |
| 1970  | 44,7 | 26 / 56 | 2e   |
| 1974  | 41,2 | 23 / 56 | 2e   |
| 1978  | 40,3 | 23 / 56 | 2e   |
| 1981  | 42,7 | 24 / 56 | 2e   |
| 1986  | 37,6 | 22 / 56 | 2e   |
| 1991  | 34,9 | 21 / 56 | 2e   |
| 1995  | 35,9 | 21 / 56 | 2e   |
| 2000  | 32,3 | 19 / 56 | 2e   |
| 2005  | 41,7 | 25 / 56 | 1er  |
| 2010  | 38,3 | 23 / 56 | 1er  |
| 2015  | 29,3 | 15 / 48 | 1er  |
| 2019  | 23,0 | 12 / 48 | 2e   |
| 2024  | 21,4 | 10 / 48 | 3e   |

#### Tyrol
| Année | Voix | Mandats | Rang |
| ----- | ---- | ------- | ---- |
| 1945  | 28,0 | 10 / 36 | 2e   |
| 1949  | 24,0 | 8 / 36  | 2e   |
| 1953  | 27,4 | 9 / 36  | 2e   |
| 1957  | 31,0 | 11 / 36 | 2e   |
| 1961  | 30,1 | 11 / 36 | 2e   |
| 1965  | 30,5 | 10 / 36 | 2e   |
| 1970  | 33,5 | 12 / 36 | 2e   |
| 1975  | 32,4 | 11 / 36 | 2e   |
| 1979  | 29,3 | 10 / 36 | 2e   |
| 1984  | 25,2 | 9 / 36  | 2e   |
| 1989  | 22,8 | 9 / 36  | 2e   |
| 1994  | 19,8 | 7 / 36  | 2e   |
| 1999  | 21,8 | 8 / 36  | 2e   |
| 2003  | 25,9 | 9 / 36  | 2e   |
| 2008  | 15,5 | 5 / 36  | 3e   |
| 2013  | 13,7 | 5 / 36  | 2e   |
| 2018  | 17,3 | 6 / 36  | 2e   |
| 2022  | 17,5 | 7 / 36  | 3e   |

#### Vienne
| Année | Voix | Mandats  | Rang |
| ----- | ---- | -------- | ---- |
| 1945  | 57,2 | 58 / 100 | 1er  |
| 1949  | 49,9 | 52 / 100 | 1er  |
| 1954  | 52,7 | 59 / 100 | 1er  |
| 1959  | 54,4 | 60 / 100 | 1er  |
| 1964  | 54,7 | 60 / 100 | 1er  |
| 1969  | 56,9 | 63 / 100 | 1er  |
| 1973  | 60,1 | 66 / 100 | 1er  |
| 1978  | 57,2 | 62 / 100 | 1er  |
| 1983  | 55,5 | 61 / 100 | 1er  |
| 1987  | 54,9 | 62 / 100 | 1er  |
| 1991  | 47,8 | 52 / 100 | 1er  |
| 1996  | 39,2 | 43 / 100 | 1er  |
| 2001  | 46,9 | 52 / 100 | 1er  |
| 2005  | 49,1 | 55 / 100 | 1er  |
| 2010  | 44,3 | 49 / 100 | 1er  |
| 2015  | 39,6 | 44 / 100 | 1er  |
| 2020  | 41,6 | 46 / 100 | 1er  |
| 2025  | 39,4 | 43 / 100 | 1er  |

#### Vorarlberg
| Année | Voix | Mandats | Rang |
| ----- | ---- | ------- | ---- |
| 1945  | 27,3 | 7 / 26  | 2e   |
| 1949  | 19,1 | 4 / 26  | 2e   |
| 1954  | 26,0 | 7 / 26  | 2e   |
| 1959  | 29,3 | 10 / 36 | 2e   |
| 1964  | 29,5 | 10 / 36 | 2e   |
| 1969  | 27,7 | 9 / 36  | 2e   |
| 1974  | 27,6 | 10 / 36 | 2e   |
| 1979  | 29,0 | 10 / 36 | 2e   |
| 1984  | 24,0 | 9 / 36  | 2e   |
| 1989  | 21,3 | 8 / 36  | 2e   |
| 1994  | 16,2 | 6 / 36  | 3e   |
| 1999  | 13,0 | 5 / 36  | 3e   |
| 2004  | 16,9 | 6 / 36  | 2e   |
| 2009  | 10,0 | 3 / 36  | 4e   |
| 2014  | 8,8  | 3 / 36  | 4e   |
| 2019  | 9,5  | 4 / 36  | 4e   |
| 2024  | 9,1  | 3 / 36  | 4e   |

## Identité visuelle

Premier logo
Logo de 2008 à 2023.
Logo alternatif de 2023 à 2024.
Logo depuis 2024.